# مارتین وتکال
مارتین وتکال (انگلیسی: Martin Vetkal؛ زادهٔ ۲۱ فوریهٔ ۲۰۰۴) بازیکن فوتبال اهل استونی است که در حال حاضر برای باشگاه فوتبال آ.اس. رم بازی می‌کند. 
از باشگاه‌هایی که در آن بازی کرده است می‌توان به باشگاه فوتبال تالینا کالو اشاره کرد.
وی همچنین در تیم‌های ملی فوتبال زیر ۱۷ سال استونی، زیر ۱۹ سال استونی و استونی بازی کرده است.